# Blacklane
Blacklane é uma startup sediada em Berlim que fornece um portal que conecta motoristas particulares a viajantes através de seu website ou aplicativo. A empresa oferece um serviço de pré-reserva com tarifas fixas e não possui sua própria frota de veículos, mas trabalha com empresas de motoristas locais e licenciadas em cada cidade em que opera.

## História
A startup foi fundada em 2011 por Dr. Jens Wohltorf e Frank Steuer, em Berlim, Alemanha. Apoiada pelos investidores RI Digital Ventures, B-to-V Partners, 88 Investments GmbH, e Car4you, a empresa foi oficialmente lançada em junho de 2012.
De agosto de dezembro de 2013 a Blacklane iniciou operações em 100 novas cidades, o que expandiu a cobertura da empresa para 130 cidades e 45 países. Em dezembro de 2013 foi anunciado que a Daimler AG investiu cerca de 10 milhões de euros na startup, avaliando a empresa em quase 60 milhões de euros.
Em março de 2015, o Amadeus (CRS) anunciou que Blacklane se tornaria seu primeiro provedor de solução totalmente integrada de Taxi & Transfer. Em abril de 2015 a Blacklane tinha operações em 186 cidades em 50 países.
Em Agosto de 2015 a Blacklane foi listada entre as "Hottest Startups" de Berlin pela revista Britânica Wired.
A empresa está atualmente em fase de captação de recursos para que possa colocar em prática seus planos de expansão, estabelecendo mais parcerias corporativas e inaugurando novos mercados.

## Prêmios
No Tech5 Awards em março, a Blacklane foi nomeada a startup de tecnologia de mais rápido crescimento na Europa. A empresa também concorreu oficialmente ao título de startup de tecnologia de mais rápido crescimento na Europa na The Next Web Conference em abril de 2015 em Amsterdã.  A vencedora foi a Fairphone, empresa baseada em Amsterdã.